# 释妙兴
释妙兴(1891年—1927年)，原名金豪文，字文豪，河南临汝谢湾人，是少林寺的武僧和僧兵首领。法名妙兴，花名金罗汉。少林寺保衛團領導人。

## 生平
他因為家境貧窮，八岁於少林寺出家。1923年，他的師父恒林圓寂後，妙兴接手領導少林寺保卫团。當時正值第一次直奉战争时，妙兴投奔了直系軍閥吴佩孚，自為团长，组成第一旅第一团。
1927年春，冯玉祥跟隨國民黨北伐，占领西安，进攻河南。3月6日，妙兴阵亡於舞阳，年仅37岁。